# Stergos Marinos
Stergos Marinos (Cos, Egeo Meridional, 17 de septiembre de 1987) es un exfutbolista griego que jugaba de centrocampista.

## Selección nacional
Fue internacional con la selección de Grecia en una ocasión.

## Clubes
| Club                  | País    | Año       |
| --------------------- | ------- | --------- |
| Atromitos de Atenas   | Grecia  | 2005-2009 |
| Panathinaikos F. C.   | Grecia  | 2009-2013 |
| Royal Charleroi S. C. | Bélgica | 2013-2020 |

## Palmarés

### Títulos nacionales
| Título              | Club                | País   | Año  |
| ------------------- | ------------------- | ------ | ---- |
| Superliga de Grecia | Panathinaikos F. C. | Grecia | 2010 |
| Copa de Grecia      | Panathinaikos F. C. | Grecia | 2010 |